# Петро-Євдокіївка
Петро-Євдокі́ївка (у минулому — Євдокіївка, Храброве) — село в Україні, у Роздільнянській міській громаді Роздільнянського району Одеської області. Населення становить 162 особи. Відноситься до Новоукраїнського старостинського округу.
Повз село проходять автошляхи державного значення Т 1618 (/Р-33/ — Роздільна — с. Єреміївка — /М-05/) та обласного значення О160506 (ст. Вигода — Роздільна).

## Історія
У 1856 році в поселенні Петро-Євдокіївка поміщика Петра Федоровича Храбро-Василевського було 15 дворів.
В 1859 році у власницькому селищі Петро-Євдокіївка (Храброва) 1-го стану (станова квартира — містечко Понятівка) Тираспольського повіту Херсонської губернії на балці Свиній, було 25 дворів, у яких мешкало 74 чоловіка і 90 жінок.
У 1887 році в селищі Петро-Євдокіївка (Храброве) Понятівської волості Тираспольського повіту Херсонської губернії мешкало 148 чоловіків та 144 жінки.
Станом на 20 серпня 1892 року при селищі Петро-Євдокіївка 2-го стану були польові землеволодіння (597 десятин, 1348 сажнів) Гросул-Толстого Бориса Михайловича (дворянин); (204 десятини, 503 сажні) Ковтуненка Олександра Прокофійовича (аккерманський міщанин); (239 десятин, 343 сажні) Капаклія Кирила Ангелійовича (грецького підданства); (154 десятини, 503 сажні); Сильвестрович Ольги Дмитрівної (дружина майора); (154 десятини, 503 сажні) спадкоємців Храбро-Василевського Влад. Іван, вдова Дарія Михайлівна з дочкою Надією.
У 1896 році на хуторі Петро-Євдокіївка (Храброве) Понятівської волості Тираспольського повіту Херсонської губернії при балці Карпова, було 18 дворів, у яких мешкало 110 людей (57 чоловік і 53 жінки). На хуторі Петро-Євдокіївському було 35 дворів, у яких мешкало 191 чоловік (99 чоловіків та 92 жінки).

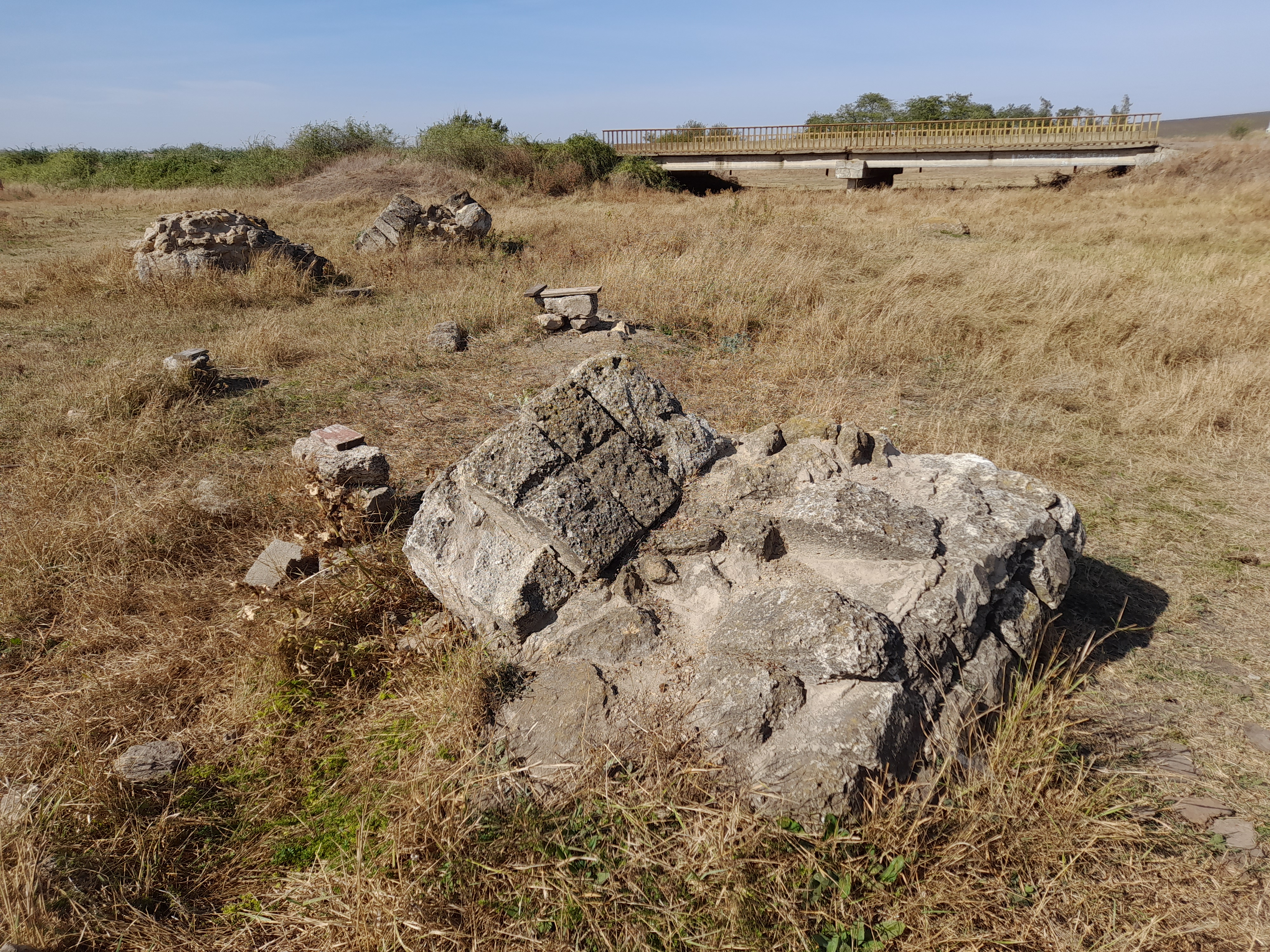
Руїни старого моста і новозведений міст через Карпів Яр

В 1906 році у селищі Петро-Євдокіївка Понятівської волості Тираспольського повіту Херсонській губернії існувала школа граматики, у якій навчалось 24 хлопці та 2 дівчини
На 1916 рік в селищі Євдокіївка (Петро-Євдокіївка) Понятівської волості Тираспольського повіту Херсонської губернії, мешкало 387 людей (161 чоловік і 226 жінок).
Станом на 28 серпня 1920 р. в селищі Петро-Євдокіївка (Євдокіївка, Храброве) Понятівської волості Тираспольського повіту Одеської губернії, було 91 домогосподарство. Для 87 домогосподарів рідною мовою була російська, 1 — польська, 2 — інші, 1 — не вказали. В селищі 428 людей наявного населення (203 чоловіка і 225 жінок). Родина домогосподаря: 201 чоловік та 224 жінок (родичів: 1 і 1; мешканці: 1 чоловік). Тимчасово відсутні: солдати Червоної Армії — 33 чоловіків, військовополонені й безвісти зниклі — 3 чоловіків.
Станом на 1 вересня 1946 року село було центром Петро-Євдокіївської сільської ради, до якої входили: с. Балківка, с. Копакліївка, c. Петро-Євдокіївка, х. Ново-Антонівка.
У результаті адміністративно-територіальної реформи село ввійшло до складу Роздільнянської міської територіальної громади та після місцевих виборів у жовтні 2020 року було підпорядковане Роздільнянській міській раді. До того село входило до складу ліквідованої Новоукраїнської сільради.

## Населення
Згідно з переписом УРСР 1989 року чисельність наявного населення села становила 148 осіб, з яких 69 чоловіків та 79 жінок.
За переписом населення України 2001 року в селі мешкало 176 осіб.
|                                      | 01.01.2016 р. | 01.01.2017 р. | 01.01.2018 р. | 01.01.2019 р. |
| кількість дворів                     | 64            | 64            | 64            | 64            |
| кількість населення                  | 168           | 166           | 163           | 162           |
| в тому числі: дітей дошкільного віку | 16            | 16            | 15            | 12            |
| дітей шкільного віку                 | 23            | 25            | 23            | 25            |
| громадян пенсійного віку             | 69            | 71            | 74            | 57            |

### Мова
Розподіл населення за рідною мовою за даними перепису 2001 року:
| Мова       | Відсоток |
| ---------- | -------- |
| українська | 97,16 %  |
| російська  | 2,84 %   |